# LesVIEW
LesVIEW（レビュー）は、日本のロックバンド。

## メンバー
- 糸賀 徹（いとが とおる）- ヴォーカル担当。
- 星 仁（ほし しのぶ）- ギター担当。
- 徳弘 晃（とくひろ あきら）- ベース担当。
- 滝本 裕（たきもと ゆう）- ドラムス担当。

## 歴史
1988年に糸賀を中心に高校の同級生を中心に結成する。1990年にアルバム「今だ、よみがえれ」でメジャーデビューする。1993年解散したが、2018年5月東京・渋谷にて一夜限りの結成30周年ライブ「俺達の軌跡」を敢行した。
2022年10月9日(日)「ZERO GRAViTY Fes2022」（代官山UNIT）に出演。

## ディスコグラフィー
1990年
- Crush Your High School（インディーズ）
- 今だ、よみがえれ
- 雨に流されて行け

1991年
- Somebody Likes You（シングル）
- Somebody Likes You（アルバム）
- 今は見えないとしても
- Miss You
- もう一度会えるから
- GET BACK

1992年
- 俺だけの奇蹟
- 一人より二人で
- 安奈
- SHIPS

1993年
- ズル